# Kwesi Kawawa
Kwesi Zion Pira Kawawa (ur. 5 grudnia 2001 w Enskede) – tanzański piłkarz grający na pozycji bramkarza. Od 2024 jest zawodnikiem klubu Syrianska FC.

## Kariera klubowa
Swoją karierę piłkarską Kawawa rozpoczął w klubie Djurgårdens IF. W 2020 roku stał się członkiem pierwszego zespołu, jednak nie zadebiutował w nim. Następnie grał kolejno w: Hammarby Talang FF (2021), Örebro Syrianska IF (2022) i Karlslunds IF (2023). W 2024 przeszedł do Syrianska FC.

## Kariera reprezentacyjna
W reprezentacji Tanzanii Kawawa zadebiutował 21 listopada 2023 roku w przegranym 0:2 meczu eliminacji do MŚ 2026 z Marokiem, rozegranym w Dar es Salaam. W 2024 roku powołano go do kadry na Puchar Narodów Afryki 2023. Nie rozegrał w nim żadnego meczu.